# Дуализъм (философия)
Вижте пояснителната страница за други значения на Дуализъм.
Дуализъм е всяко философско учение, което, за разлика от монизма, предполага съществуването на две различни, равноправни, равнопоставени начала: материалната и духовната субстанция, обективният свят и субективната реалност на Аза, както и самото това противоречие във философските концепции, субстанцията, свойствата или атрибутите на разглежданите обекти. Изходен момент на дуализма е опитът за примиряване на материализма и идеализма. Терминът дуализъм е въведен за първи път от философа Кристиян Волф през XVIII век за обозначаване на две субстанции: материална и духовна. Дуалистични идеи съществуват още от дълбока древност. В древногръцката философия дуалистични идеи се появяват във философските учения на Платон и Аристотел, които твърдят, че човешкият разум (способност присъща на ума или на душата) не може да бъде сведен, нито обяснен с телесното тяло и неговата материалност.

## История на дуализма

### Неоплатонизъм
Християните от първите столетния си задавали въпроси и дискутирали проблема за връзката между дух и тяло, както и за изясняване на онтологичния статут на Христос. Неоплатонизма е едно от философските течения, което играе обединяваща роля за постигане на консенсус в тази проблематика. Доктрините свързани с неоплатонизма са предимно малки изменения на основаната представа на Платон за безсмъртието на душата и естеството на формите. Християните привърженици на неоплатонизма свързват понятието форма с душата и вярват, че душата е субстанция на всяко човешко същество а тялото е само нейна сянка или копие на нейните вечни явления.

## Видове онтологичен дуализъм
Онтологичният дуализъм приема за основно свое положение дуалистичния характер на духa и материята в битието и бива от три вида:
- Дуализъм на субстанцията, който твърди, че дух и материя са две основно различни субстанции
- Дуализъм на свойствата, който предпоставя, че това онтологично различие се дължи на разликата между свойствата на духа и материята
- Дуализъм на атрибутите, според който духовните атрибути не могат да бъдат редуцирани до физическите атрибути (съществените свойства).

### Дуализъм на субстанциите
Дуализъм на субстанциите е форма на дуализма, която става известна благодарение на философските трудове на Рене Декарт, който твърди, че съществуват два вида субстанции: духовна и материална субстанция. Духовната субстанция няма пространствена протяжност, а материалната субстанция не може да разсъждава. Дуализмът на субстанциите се противопоставя на физикализма и е един от най-популярните мотиви на когнитивната философия днес. Да.

### Дуализъм на свойствата
Дуализмът на свойствата предполага, че когато материята е организирана по съответен начин (така като е организирано човешкото тяло) се появяват свойства на духа и разума. Различните теории на дуализма на свойствата осветляват по различен начин този проблем. Според Епифеноменализма материята поражда усещанията, волевите нагласи, мисловната дейност и т.н. Обратно самите тези феномени не пораждат нищо, те са каузални точки на прекъсване. Интерактсионизма, от друга страна, поддържа тезата, че феномени на висшата нервна дейност са плод на материални въздействия и на свой ред въздействат и променят битието.

### Дуализъм на атрибутите
Дуализмът на атрибутите е приет от повечето физикалисти не редукционисти, като Доналд Дейвидсън и Джери Фор, които твърдят, че съществува само една категория онтологична субстанция и свойства на субстанцията (главно материално-физическа), атрибутите, които се използват за описание на феномените на мисленето не могат да бъдат описани като физическите атрибути на естествения език нито редуцирани до такива. Ако назовем монизъм на атрибутите представите на материалистите елиминисти, които твърдят, че интенционалните атрибути каквито са вярата, желанието, отрицателните емоции и др. един ден ще изчезнат от езика на науката и ежедневната реч, тъй като същностите към които те се отнасят не съществуват, бихме могли да определим дуализма на атрибутите за отрицание на този философски възглед.

## Видове дуализъм според причинно-следствените отношения

### Интеракционизъм
Според интеракционизма душевните състояние вяра, желание и други взаимодействат причинно следствено с материално физическите явления. Този възглед изглежда твърде приемлив защото потвърждава интуитивния опит на нашия здрав разум. Действителното в нашето ежедневие е пълно с житейски факти, които потвърждават този възглед. Обаче въпреки валидността на този възглед е трудно доказуема.

### Епифеноменализъм
Според този възглед, всички мисловни явления са породени от физически събития и нямат никакво материално физическо последствие. Физическите причини могат да бъдат сведени до принципите на науката физика а съществуването на душевно психичните причинно-следствени връзки се отричат. Това е едно редуциращо обяснение.

### Паралелизъм
Психо-физическият паралелизъм е много необичайна гледна точка за взаимодействието между материално физическите и душевно-психичните явления. Малбранш, Лайбниц и други забелязват слабостите на концепцията на Декарт за каузалните взаимодейства, които са локаизирани в определени части на мозъка. Малбранш твърди, че подобен материален носител за взаимодействието между материално и нематериално е невъзможно и предлага за разрешаване на противоречието божията намеса в своето учение за оказионализма. Според Лайбниц, Бог е създал пред установена хармония: всичко се случва така, сякаш материално физическите събития и душевно психичните явления са взаимни причини едно на друго, и си взаимодействие. В действителност душевно психическата каузалност е причина само на душевно психически реалност, материално физическата каузалност е причина само на материално физическата психически реалност.